# Brevkniv

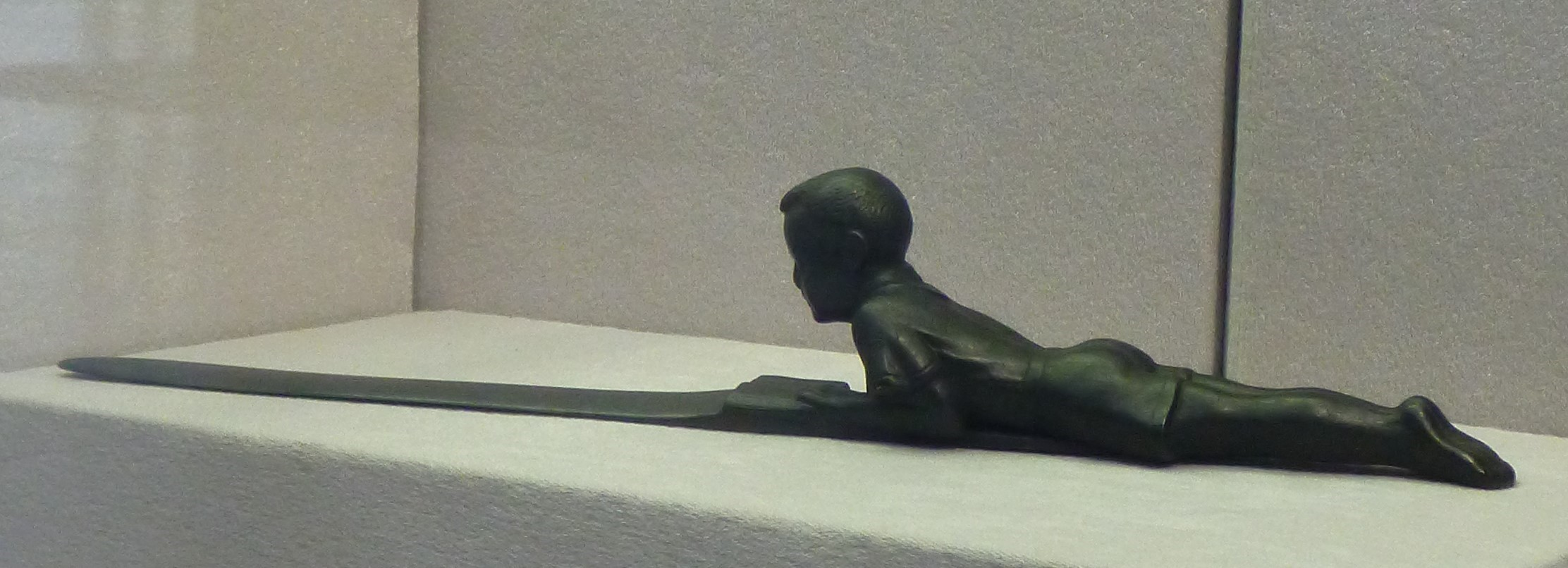
En konstnärligt utformad brevkniv i gjutjärn, skulpterad av Konstantin Alexandrovitj Klodt 1924-1928.

En brevkniv, även kallad brevöppnare eller papperskniv, är ett knivliknande skrivbordsredskap för att sprätta upp kuvert och oskurna boksidor. En brevkniv har en vass spets men oslipat blad som saknar egg.
Brevöppnare kan vara utformade av trä, metall, som rostfritt stål, silver eller tenn, plast, elfenben eller en kombination av material. Ofta är handtaget utsmyckat och mer designat än själva bladet. Brevknivar får inte bäras som handbagage på flygplan.

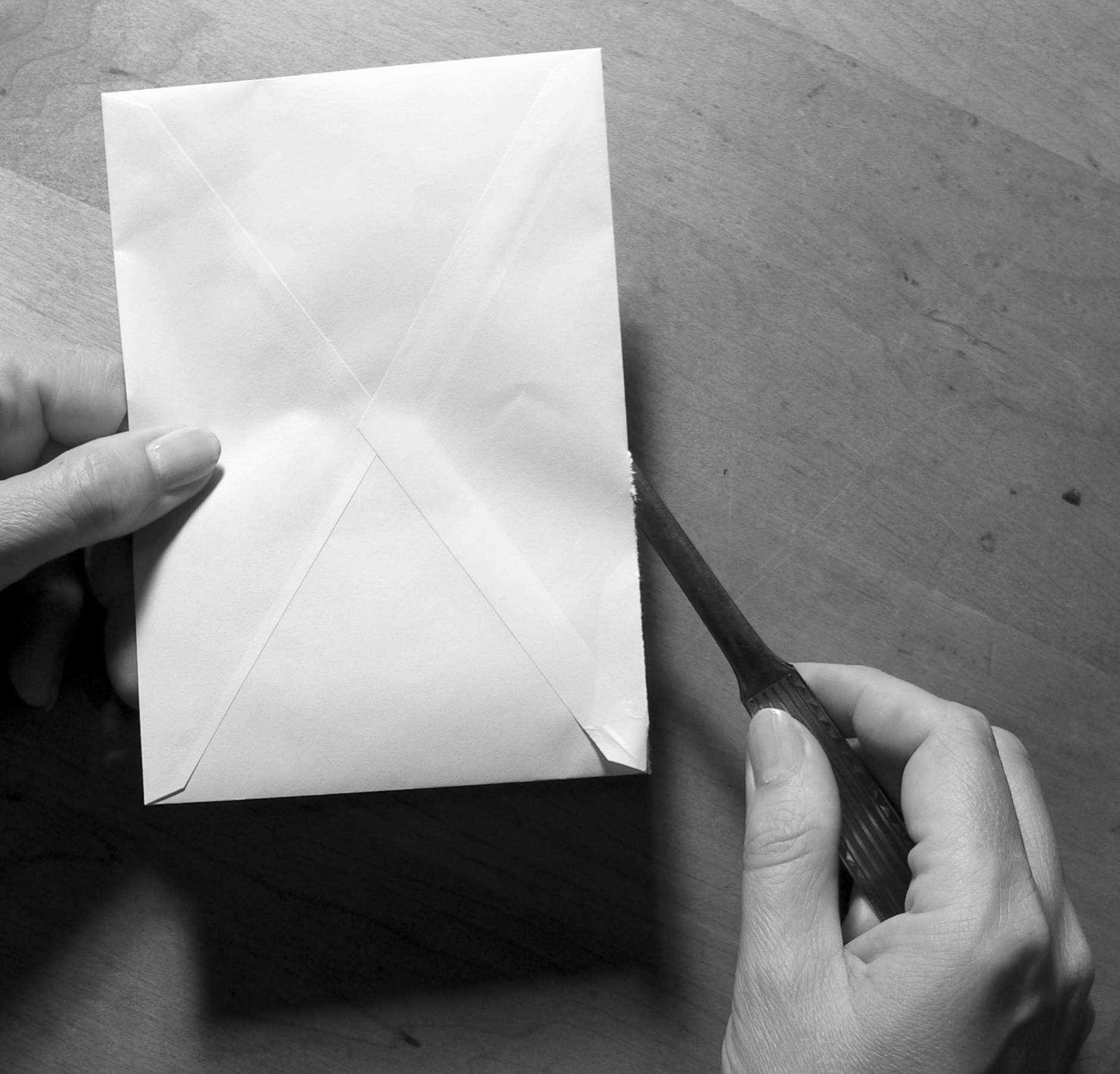
Öppning av kuvert.
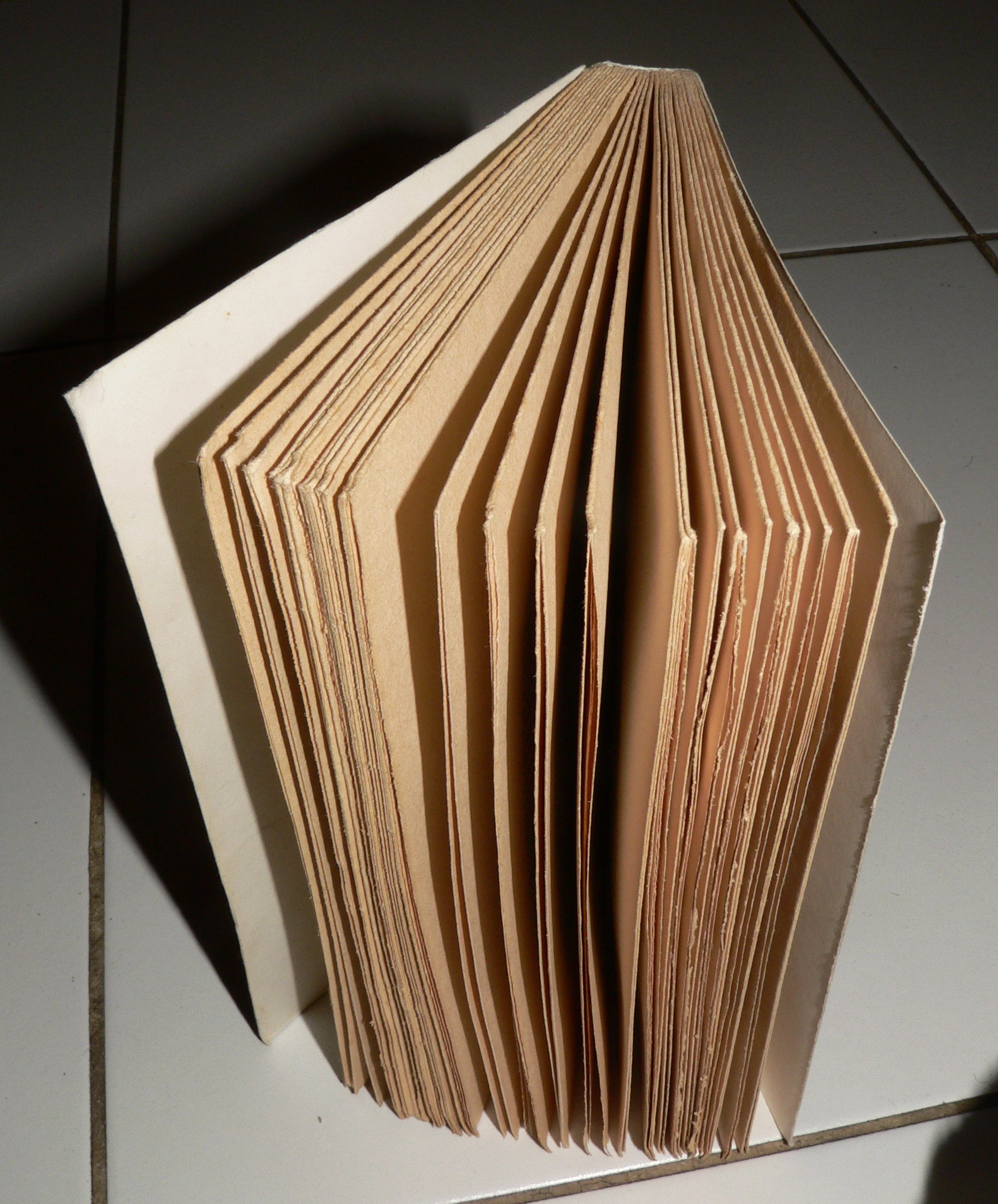
Oskuren bok, färdig att sprättas upp med brevkniv.